# The Ashes
The Ashes (svenska: Askan) är en cricket-tävling som spelas vartannat år mellan England och Australien. The Ashes består oftast av fem cricket-matcher och dessa spelas i test-format. Test cricket är den längsta formen av cricket där varje match pågår i upp till fem dagar.
The Ashes spelades för första gången 1882-1883. Uttrycket The Ashes (svenska Askan) myntades dagen efter Englands första förlust någonsin på hemmaplan, den 29 augusti 1882 på The Oval, då en ironisk tidningsartkel beskrev att "... kroppen kremerades och askan togs med hem till Australien." Australien har sedan dess vunnit 34 gånger, England har vunnit 32 gånger, och tävlingen har slutat oavgjord sju gånger, bland annat senast i England sommaren 2023. Under åren 1989-2003 vann Australien åtta Ashes i rad, alla med stora marginaler. De senaste tävlingarna har varit mera jämna. Räknat i enskilda matcher har Australien vunnit 140 och England 108 matcher, medan 92 slutat oavgjort.